# Petunia Pig
Petunia Pig es un personaje de dibujos animados de las series Looney Tunes y Merrie Melodies de Warner Bros. Se parece mucho a su media naranja, Porky Pig, excepto en que lleva un vestido y el pelo negro con coletas.

## Biografía
Petunia fue presentada por el animador Frank Tashlin en el cortometraje de 1937 Porky's Romance. El cortometraje es una parodia de un dibujo animado de Walt Disney de 1932 titulado Mickey's Nightmare. Mientras que en esa película Mickey Mouse se casa con Minnie, su novia de toda la vida, las insinuaciones de Porky hacia Petunia sólo le reportan la risa despectiva de su amante porcina. Tashlin adoptó a Petunia como miembro habitual del séquito de Porky y la presentó en dos dibujos animados más: The Case of the Stuttering Pig y Porky's Double Trouble, ambos en 1937.
Bob Clampett fue el único otro director de la Warner que utilizó a Petunia después de que Tashlin dejara el estudio en 1938. Apareció por primera vez en Porky's Picnic, un cortometraje de 1939 en el que Porky es atormentado por su sobrino Pinkie. Los encuentros entre Pinkie y Porky siempre se producen fuera de la vista de Petunia, por supuesto, así que ella culpa a Porky de todo lo que sale mal como resultado de la actividad de Pinkie. El papel más importante de Petunia se produjo en el cortometraje de Clampett de 1939 Naughty Neighbors. El cortometraje toma prestados elementos de la famosa disputa entre los Hatfield y los McCoy, así como de Romeo y Julieta, ya que el amor de Porky y Petunia se ve obstaculizado por el odio mutuo de sus respectivas familias hillbilly. A pesar de su papel más destacado en el corto, Petunia es sólo un personaje secundario; Porky sigue siendo la estrella.
Cuando la popularidad de Porky se vio eclipsada a finales de los años 30 y principios de los 40 por personajes más descarados como el Pato Lucas y Bugs Bunny, él mismo quedó relegado a un papel secundario en los nuevos cortometrajes de Looney Tunes y Merrie Melodies. A Petunia, que ya era un personaje secundario, le fue mucho peor. Seguía apareciendo ocasionalmente en el merchandising de Warner, pero su etapa en Warner Bros. había terminado.

## Apariciones posteriores
Sin embargo, en los años modernos Petunia ha aparecido en múltiples papeles nuevos:
- Petunia tiene un papel coprotagonista en la única producción de Filmation relacionada con los Looney Tunes, Daffy Duck and Porky Pig Meet the Groovie Goolies, en 1972. Su voz es de Jane Webb.
- Petunia hizo un cameo en el corto de 1979 Bugs Bunny's Christmas Carol como la Sra. Cratchit, esposa de Bob Cratchit (interpretado por Porky Pig), aunque no hablaba.
- Originalmente, Petunia iba a aparecer en un cameo con Porky en la película Who Framed Roger Rabbit, en la escena eliminada "Acme's Funeral".[5]
- Petunia hizo un cameo en Tiny Toon Adventures en el episodio "It's a Wonderful Tiny Toons Christmas Special".
- Una versión infantil de Petunia era un personaje recurrente en la serie de televisión Baby Looney Tunes, en la que Chiara Zanni ponía la voz.
- La Petunia adulta habitual es una estrella invitada ocasional en el cómic Looney Tunes de DC y apareció con frecuencia en webtoons de 2001-2005 en el sitio web oficial de Looney Tunes.
- También apareció en Duck Dodgers, interpretando el papel de la Princesa Incienso (con la voz de Jodi Benson).
- Petunia apareció en The Looney Tunes Show en los episodios "Here Comes the Pig" y "Mr. Wiener", con la voz de Katy Mixon.
- Petunia es un personaje jugable del juego para móviles "Looney Tunes: World of Mayhem", junto con sus variantes Farmer, Lunar y Athena.
- Petunia aparece en varios segmentos de New Looney Tunes, con la voz de Jessica DiCicco.
- Petunia también aparece en Looney Tunes Cartoons, con la voz de Lara Jill Miller, que por primera vez aparece en solitario. En esta representación, tiene un acento de Brooklyn similar al de Bugs Bunny.[6]
- Petunia aparece en Bugs Bunny Builders, con la voz de Alex Cazares.[7]